# 裂孢蛙粪霉
裂孢蛙粪霉（学名：Basidiobolus meristosporus）是属于虫霉目蛙粪霉科蛙粪霉属的一种真菌，腐生在青蛙粪便上。该种分布于广布于全世界热带和亚热带地区。